# ناروتو شيبودن (الموسم 18)
الموسم الثامن عشر من مسلسل ناروتو شيبودن مستوحى من الجزء الثاني من مانغا ناروتو لمؤلفها ماساشي كيشيموتو. تم بدأ عرض الموسم الرابع عشر في 21 أغسطس 2014 على تلفاز طوكيو في اليابان وانتهى عرضه 25 ديسمبر 2014. وتمحور أحداث الجزء الثامن عشر بإستكمال ما حدث في الجزء السابع عشر حيث الوصول إلى ذروة معركة الشينوبي مع الحلفاء وأوبيتو أوتشيها، بالإضافة إلى بعض القصص الجانبية.، وقد تم إخراج السلسلة بواسطة المخرج الياباني هاياتو داتيه.
تم إصدار الموسم بصيغة دي في دي بتاريخ 21 أغسطس 2014 تحت عنوان «حرب النينجا الرابعة أوبيتو أوتشيها» (忍界大戦・うちはオビト).

## قائمة الحلقات
| الرقم | عنوان الحلقة                                              | فصول المانغا                                      | تاريخ العرض الأصلي                                |
| ...متابعة حرب النينجا العظمى - عودة الفريق السابع | ...متابعة حرب النينجا العظمى - عودة الفريق السابع         | ...متابعة حرب النينجا العظمى - عودة الفريق السابع | ...متابعة حرب النينجا العظمى - عودة الفريق السابع |
| --- | --------------------------------------------------------- | ------------------------------------------------- | ------------------------------------------------- |
| 373 | «اجتماع الفريق السابع» (第七班、集結!!)                   | 632-633                                           | 21 أغسطس 2014                                     |
| 374 | «ثلاثي المأزق الجديد» (新たなる三竦み)                    | 634-635                                           | 28 أغسطس 2014                                     |
| 375 | «كاكاشي ضد أوبيتو» "كاكاشي في إس أوبيتو" (カカシVSオビト) | 635-637                                           | 4 سبتمبر 2014                                     |
| حلقتان مستقلتان |                                                           |                                                   |                                                   |
| 376 | «توجيهات سلب الكيوبي» (九尾強奪指令)                      | حصرية                                             | 11 سبتمبر 2014                                    |
| 377 | «ناروتو ضد ناروتو الآلي» (ナルト対メカナルト)             | حصرية                                             | 11 سبتمبر 2014                                    |
| ولادة جينشوريكي ذي الذيول العشرة (十尾の人柱力誕生 جوبي نو جينشوريكي تانجو) (مانغا) حرب النينجا العظمى - أوبيتو أوتشيها (忍界大戦・うちはオビト نينكاي تايسِن - أوتشيها أوبيتو) (أنمي) |                                                           |                                                   |                                                   |
| 378 | «جنتشوريكي الجوبي» (十尾の人柱力)                         | 638-640                                           | 18 سبتمبر 2014                                    |
| 379 | «ثغرة» (突破口)                                           | 641-642                                           | 25 سبتمبر 2014                                    |
| 380 | «اليوم الذي وُلد فيه ناروتو» (ナルトが生まれた日)          | 643-644                                           | 2 أكتوبر 2014                                     |
| 381 | «الشجرة المقدسة» (神樹)                                   | 645-646                                           | 9 أكتوبر 2014                                     |
| 382 | «حلم الشينوبي» (忍の夢)                                   | 647-648                                           | 16 أكتوبر 2014                                    |
| 383 | «ملاحقة الأمل» (希望を追う)                               | 648-650                                           | 23 أكتوبر 2014                                    |
| 384 | «قلبٌ يملؤه الأصدقاء» (仲間で満ちた心)                     | 651-652                                           | 30 أكتوبر 2014                                    |
| 385 | «أوبيتو أوتشيها» "أتشيها أوبيتو" (うちはオビト)           | 653                                               | 6 نوفمبر 2014                                     |
| 386 | «أنا أراقب دائمًا» (ちゃんと見てる)                        | 653                                               | 13 نوفمبر 2014                                    |
| 387 | «الوعد المحفوظ» (守られた約束)                            | 654-655                                           | 20 نوفمبر 2014                                    |
| 388 | «أول صديق لي» (最初の友)                                  | 656                                               | 27 نوفمبر 2014                                    |
| حلقتان مستقلتان |                                                           |                                                   |                                                   |
| 389 | «الأخت الكُبرى المحبوبة» (憧れの姉さま)                    | حصرية                                             | 4 ديسمبر 2014                                     |
| 390 | «قرار هانابي» (ハナビの決意)                              | حصرية                                             | 4 ديسمبر 2014                                     |
| ...متابعة حرب النينجا العظمى - أوبيتو أوتشيها |                                                           |                                                   |                                                   |
| 391 | «مادارا أوتشيها، ينهض» (うちはマダラ、立つ)               | 656-657                                           | 11 ديسمبر 2014                                    |
| 392 | «قلبٌ مخفي» (裏の心)                                       | 658-660                                           | 18 ديسمبر 2014                                    |
| 393 | «نهاية حقيقية» (本当の終わり)                             | 660-662                                           | 25 ديسمبر 2014                                    |

## معلومات
1. ↑  الشجرة المقدسة (神樹 شينجو؟) هو أحد أشكال الجوبي، وهذه الشجرة هي مصدر الشاكرا الموجودة في الإنسان.

## إصدارات منزلية
| مجلد | تاريخ        | أقراص | حلقات        | مرجع  |
| ---- | ------------ | ----- | ------------ | ----- |
| 1    | 1 أبريل 2015 | 1     | 373–375، 378 | [ 5 ] |
| 2    | 13 مايو 2015 | 1     | 379–382      | [ 5 ] |
| 3    | 3 يونيو 2015 | 1     | 383–386      | [ 5 ] |
| 4    | 1 يوليو 2015 | 1     | 387–390      | [ 5 ] |
| 5    | 5 أغسطس 2015 | 1     | 391–393      | [ 5 ] |